# 존 라베 (영화)
《존 라베: 난징 대학살》(영어: John Rabe)은 2009년 공개된 영화이다.

## 출연

### 주연
- 울리히 터커
- 다니엘 브륄
- 스티브 부세미
- 앤 콘시니

### 조연
- 다그마 만첼
- 장징추
- 카가와 테루유키
- 마티아스 허먼
- 스기모토 텟타
- 에모토 아키라
- 이우라 아라타
- 숀 로튼
- 크리스찬 로드스카
- 고트프리드 존
- 유 팡
- 이명
- 크리스토프 하겐 디트만
- 한스 조아킴 헤이스트
- 이가와 토고
- Hsinyi Liu

## 기타
- 감독: 플로리안 갈렌베르거
- 프로듀서: 벤자민 허만
- 프로듀서: 잔 모이토
- 제작보: 벤자민 허만
- 공동제작: 게오르그 그루버
- 미술: 주후아 투
- 미술: 주후아 투
- 의상: 리지 크리스틸
- 배역: 코넬리아 본 브라운

## 같이 보기
- 일본이 저지른 전쟁 범죄
- 욘 라베
- 난징 대학살